# Aspidopterys microcarpa
Aspidopterys microcarpa är en tvåhjärtbladig växtart som beskrevs av Hsi Wen Li och S. K. Chen. Aspidopterys microcarpa ingår i släktet Aspidopterys och familjen Malpighiaceae. Inga underarter finns listade i Catalogue of Life.